# Sand in My Shoes
"Sand in My Shoes" é o quarto e final single da cantora Dido, para o seu segundo álbum de estúdio, Life for Rent.

## Faixas e formatos
- "Sand in My Shoes" (Versão do Álbum)
- "Sand in My Shoes" (Dab Hands Baleria Injection Mix)
- "Sand in My Shoes" (Beginerz Vocal Mix)
- "Sand in My Shoes" (Steve Lawler We Love Ibiza Mix)
- "Sand in My Shoes" (Rollo & Mark Bates Mix)
- "Sand in My Shoes" (Above & Beyond Radio Mix)

## Desempenho

### Posições
| Tabelas musicais (2004)                      | Melhor Posição |
| -------------------------------------------- | -------------- |
| Australian ARIA Charts                       | 26             |
| Austrian Singles Chart                       | 41             |
| German Singles Chart                         | 37             |
| Russian Singles Chart                        | 1              |
| Swiss Singles Chart                          | 75             |
| UK Singles Chart                             | 29             |
| U.S. Billboard Hot Adult Contemporary Tracks | 15             |
| U.S. Billboard Hot Dance Airplay             | 12             |
| U.S. Billboard Hot Dance Club Play           | 1              |
| U.S. Billboard Hot Digital Tracks            | 18             |